# Vinni-Pukh
Vinni-Pukh (russisk: Винни-Пух, da.: Peter Plys) er en sovjetisk animationsfilm fra 1969 produceret af Soyuzmultfilm og instrueret af Fjodor Khitruk.
Filmen er baseret på A.A. Milnes serie af bøger om Peter Plys og er den første i den sovjetiske filmtrilogi om Peter Plys, der omfatter Vinni-Pukh idjot v gosti (1971) og Vinni-Pukh i den zabot (1972). 

## Medvirkende
- Vladimir Osenev
- Jevgenij Leonov
- Ija Savvina som Piglet
- Erast Garin som Eeyore
- Zinaida Narysjkina som Owl